# Provincia de Lecce
Lecce (en italiano Provincia di Lecce) es una provincia de la región de Apulia, en Italia, ubicada totalmente en la región de Salento. Su capital es la ciudad de Lecce.
Tiene un área de 2759 km², y una población total de 813.297 hab. (2009), siendo la segunda provincia de la región por número de habitantes. Hay 97 municipios en la provincia. Limita la norte con la provincia de Brindisi y al oeste con la provincia de Tarento.
El escudo de la provincia de Lecce proviene del cuarto cuartel del Escudo de Aragón que recoge las barras de Aragón, pues durante los siglos XIV y XV estas tierras pertenecían a la Corona de Aragón.

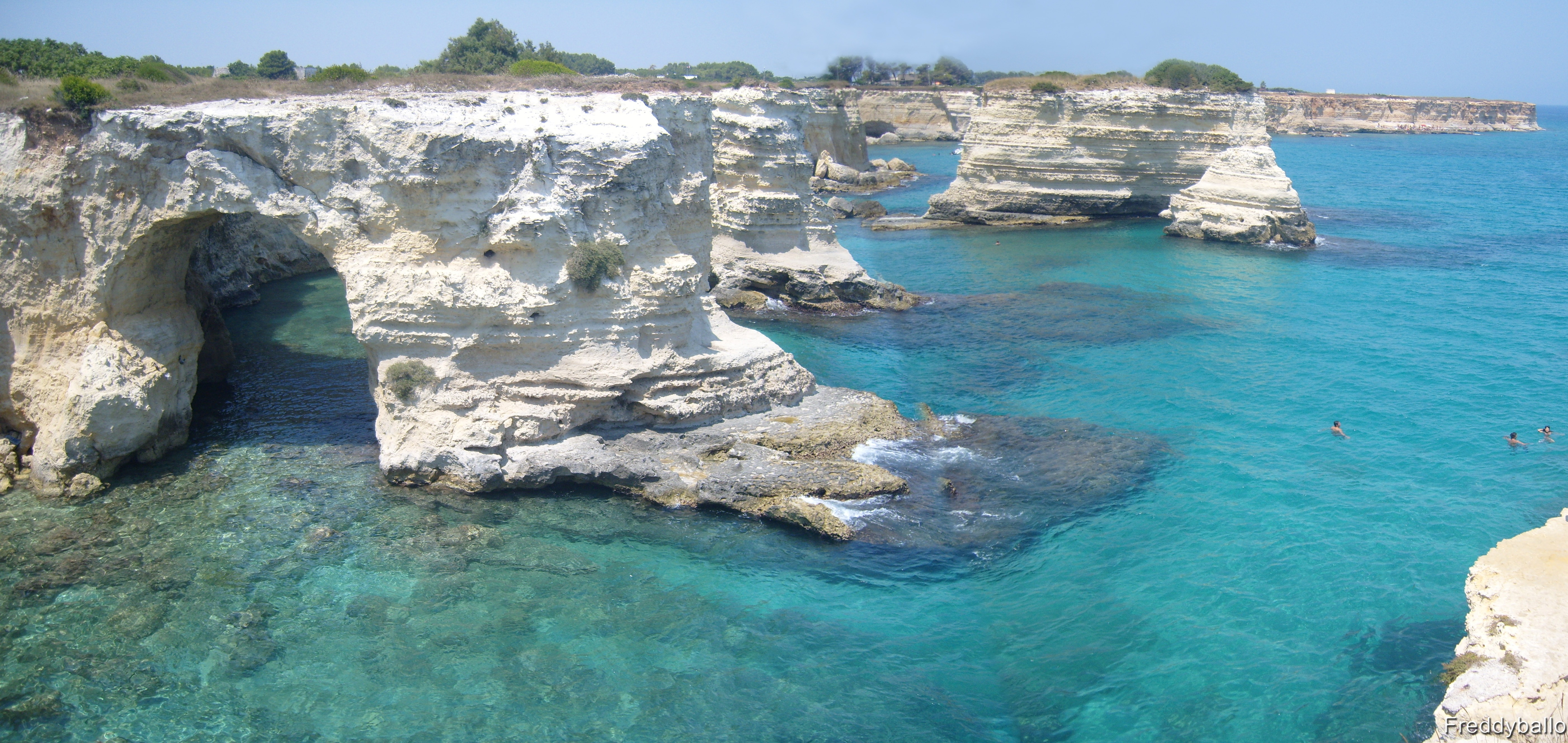
Torre Sant'Andrea, mar Adriático

## Galería

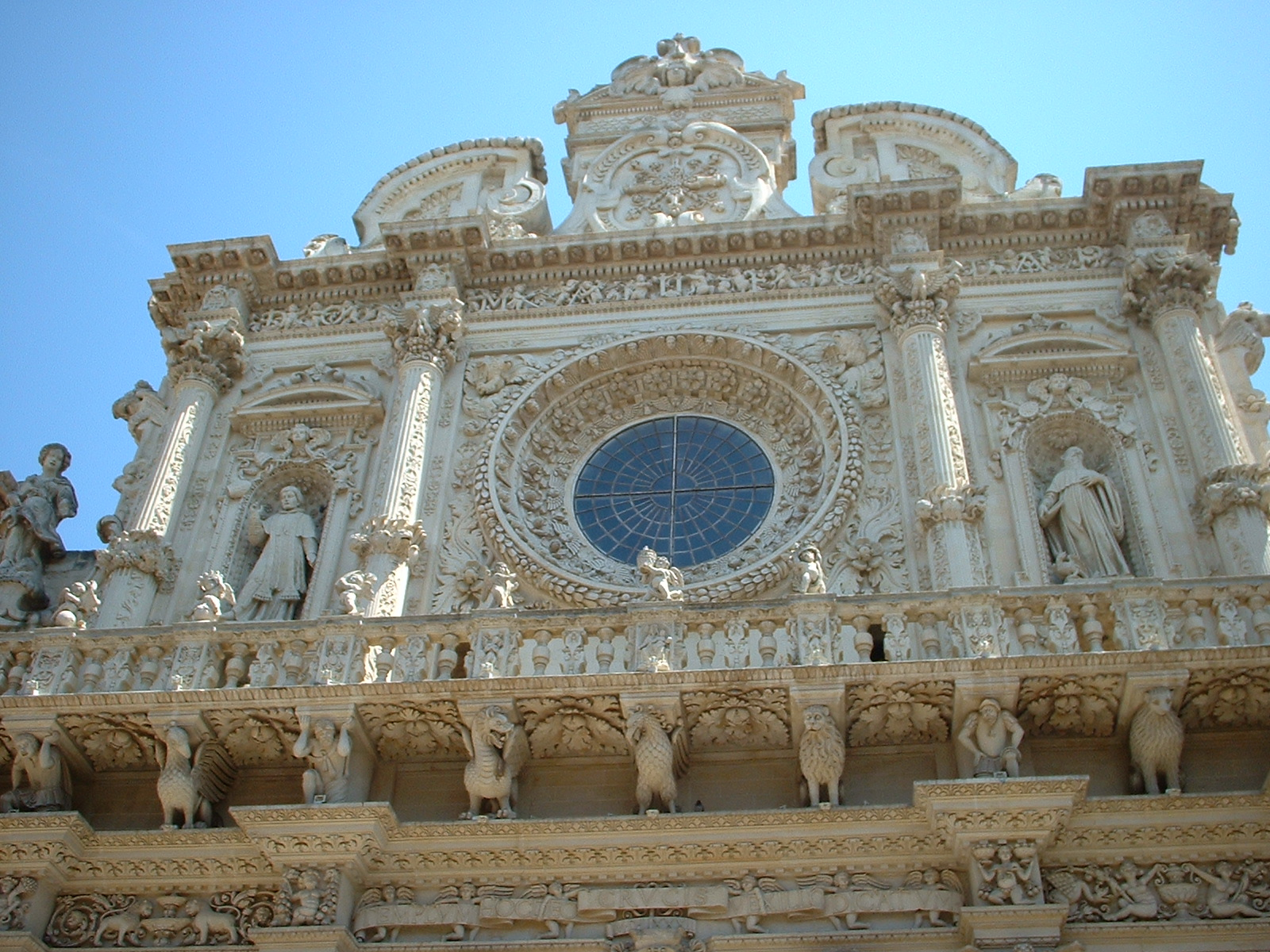
Basilica di Santa Croce, Lecce
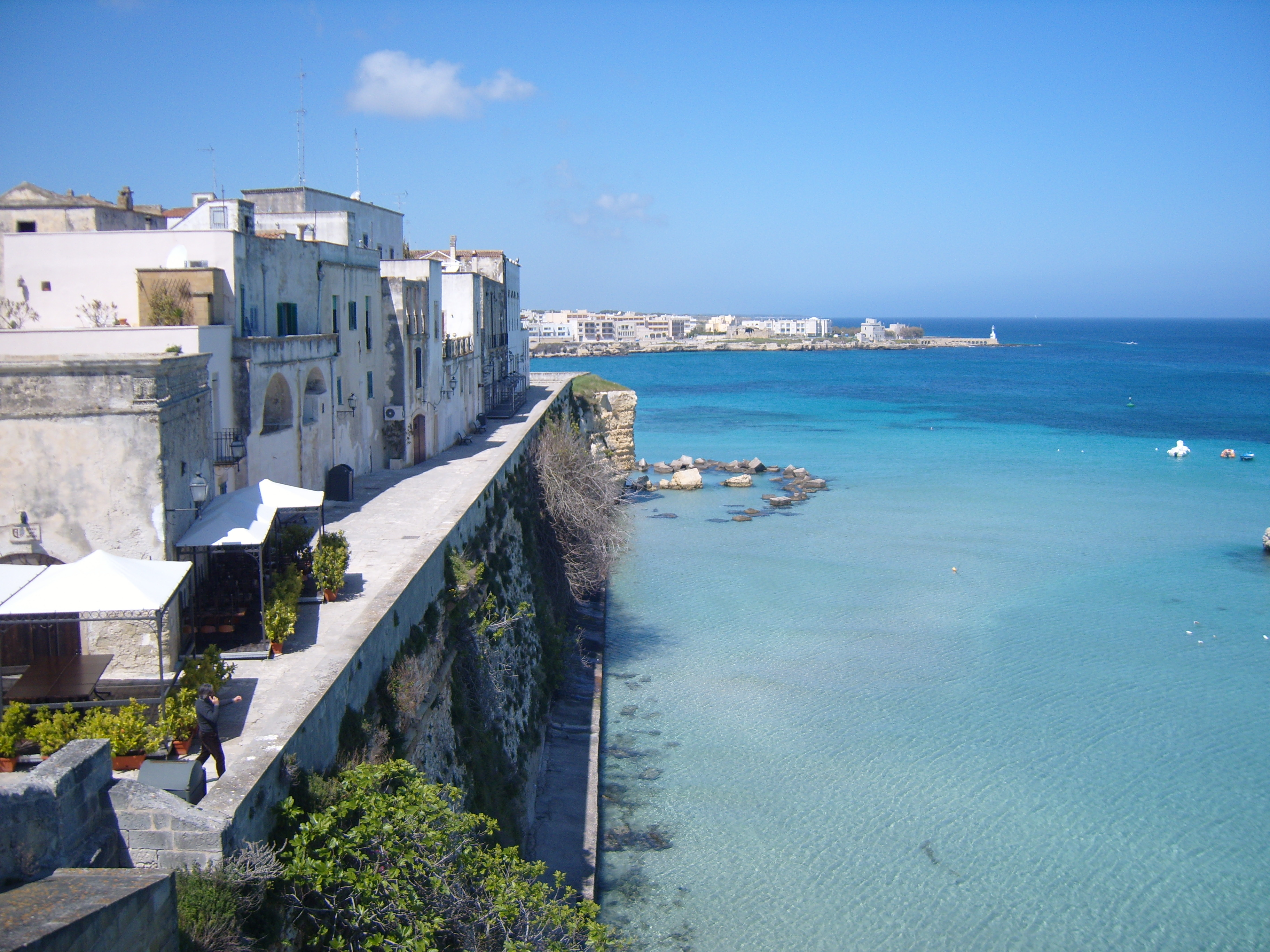
Otranto
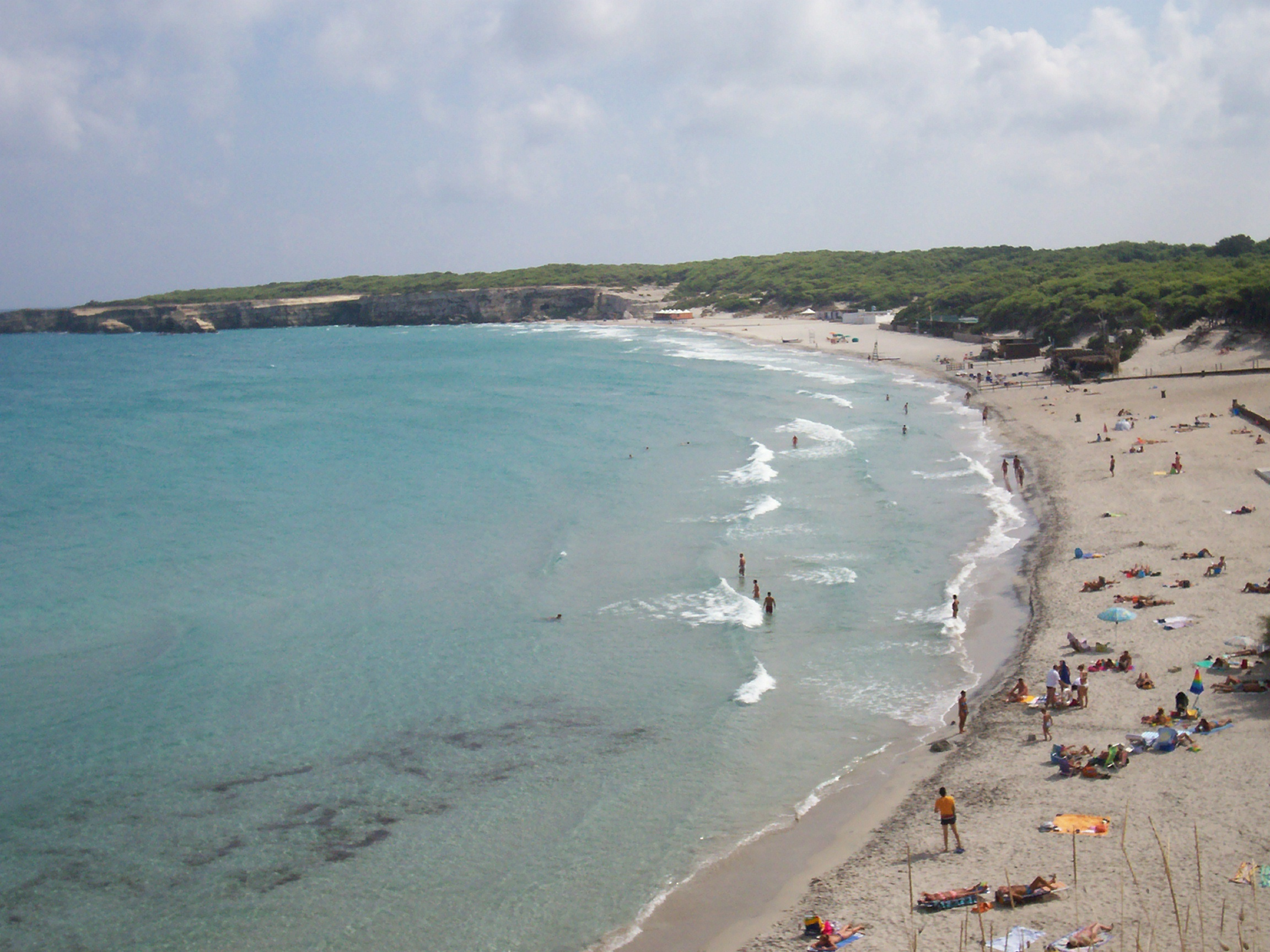
Torre dell'Orso
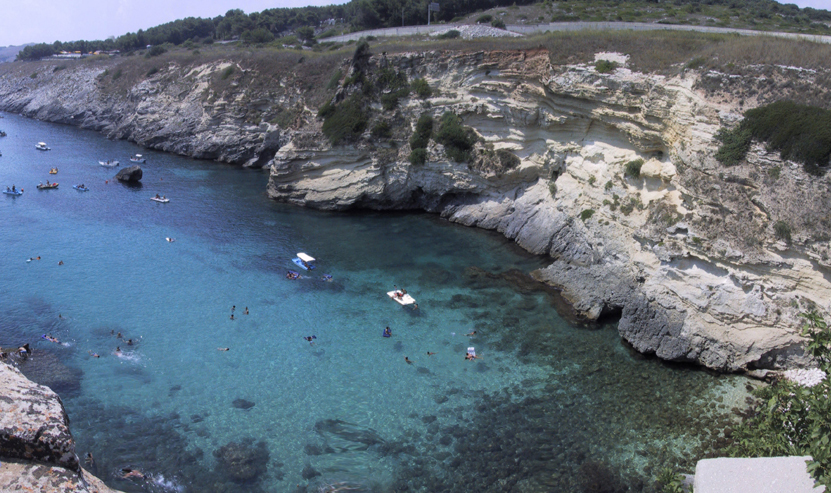
Santa Cesarea Terme
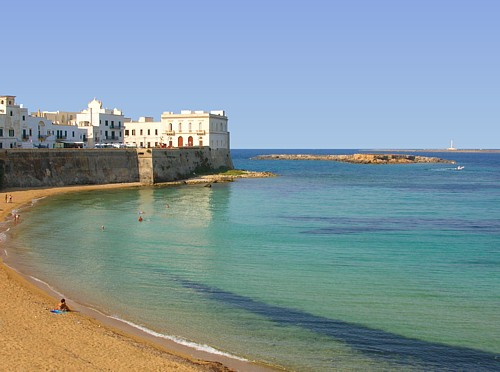
Playa Le Puritate, Gallipoli